# Sunshine on Leith (album)
Sunshine on Leith è il secondo album del duo britannico The Proclaimers, pubblicato nell'agosto 1988.

## Descrizione
L'album, pubblicato dalla Chrysalis su LP, musicassetta e CD, è prodotto da Pete Wingfield. I brani sono interamente composti dallo stesso duo tranne My Old Friend the Blues, firmata da Steve Earle.
Dal disco vengono tratti i singoli I'm Gonna Be (500 Miles), Sunshine on Leith e, l'anno seguente, I'm on My Way e Then I Met You.

## Tracce

### Lato A
1. I'm Gonna Be (500 Miles)
2. Cap in Hand
3. Then I Met You
4. My Old Friend the Blues
5. Sean
6. Sunshine on Leith

### Lato B
1. Come On Nature
2. I'm on My Way
3. What Do You Do
4. It's Saturday Night
5. Teardrops
6. Oh Jean